# وایبرن، اتریش
وایبرن  (به آلمانی: Weibern) یک منطقهٔ مسکونی در اتریش است که در ناحیه گرایسکیرچن واقع شده‌است. وایبرن  ۱۷٫۴ کیلومتر مربع مساحت دارد ۴۴۱ متر بالاتر از سطح دریا واقع شده‌است.